# Amo - Capitolo I
Amo - Capitolo I è il ventisettesimo album in studio del cantautore italiano Renato Zero, pubblicato il 12 marzo 2013 dalla Tattica.

## Produzione
Il disco è stato prodotto da Trevor Horn (ex cantante dei Buggles e già produttore di artisti quali Paul McCartney, i Simple Minds e i Genesis), Danilo Madonia e Celso Valli. Il primo ha contribuito a produrre e a suonare il basso elettrico per quattro brani (Chiedi di me, Una canzone da cantare avrai, Tutto inizia sempre da un sì e Vola alto). Il secondo ha svolto un triplo ruolo rispetto a quello del solo musicista: corista, compositore e produttore artistico. Il terzo produttore del lavoro ha già collaborato con Zero in altre occasioni musicali.
Hanno partecipato alla realizzazione dell'album anche Samuele Dessì, Cesare Chiodo, Massimo Varini, Paolo Valli, Giorgio Secco, Fabrizio Leo, Tommy Ruggero.

## Descrizione
Registrato tra Londra, Roma e Budapest, Amo - Capitolo I è stato definito dallo stesso Renato il disco più completo fra tutti quelli che ha pubblicato nella sua carriera artistica.
Il titolo e l'intero album in sé rappresentano una dichiarazione d'amore per il suo pubblico, per i suoi fan che l'hanno sempre seguito in tutti questi anni e che non hanno mai smesso di dimostrargli il loro affetto e supporto. Infatti tutte le canzoni sono accomunate da temi che potrebbero essere definiti centrali e/o portanti di questo album: l'amore, l'amicizia e il ricordo.
Il 6 maggio 2013 viene certificato disco di platino per aver raggiunto le novantamila copie vendute.
Il 14 giugno 2019 l'album è stato ristampato per la collana Mille e uno Zero, edita con TV Sorrisi e Canzoni.

### I brani
Nell'album si spazia dal genere rock al pop, dalla musica dance al pop romantico, dalla italo dance alla musica sinfonica.
Chiedi di me, primo singolo estratto, è una dichiarazione di partecipazione alle resistenze dei giovani, alla loro sacrosanta sete di libertà: Zero, ripercorrendo il proprio vissuto, li incita a considerarlo una spalla su cui piangere, o da cui prendere lo slancio per conquistare la vetta. Il ritmo coinvolgente e la musicalità quasi dance portano il brano ad essere remixato: tale versione è stata eseguita durante i "Wind Music Awards 2013".
I '70 è un brano semplice, senza troppe pretese: Zero ripassa gli esordi, senza rimpianti né nostalgie, ma come a voler dire: "Quello che c'era, c'è ancora. In me!" ("I '70 sono qui / non sbaglio! / Lasciarli fuori / Tu non puoi!").
Vi sono poi componimenti dai ritmi più dolci, che esprimono la massima positività e il coraggio più immenso, come Vola alto, rivolta ai sognatori: è un appello a non arrendersi e ad insistere sempre, perché "Soffrire di coraggio / è la più bella malattia". Sono da ricordare, ancora, Tutto inizia sempre da un sì e La vacanza. Il primo è un invito ad elargire dei "sì" senza scrupoli e a non rifiutare la vita, in tutte le sue sfaccettature: se ci si dà completamente, senza rimorsi o frustrazioni, non esiste né paura, né ansia ("Qui non esistono vecchi / malati o relitti / se un'anima in te ancora c'è: / dimmi sì!"). Il secondo brano, caratterizzato da una musicalità più accattivante, un ritmo coinvolgente ed un cantato tra il divertito e l'arrogante, redige un bilancio della carriera dell'artista, carica tanto di anni quanto di entusiasmo e vitalità: la stessa che Zero, come afferma, continuerà a dispensare ancora per un bel po': "Se spicco il mio volo / stavolta non tiratemi giù! / C'hanno provato in tanti / Chi osa fermarmi, chi?!?".
Un invito ad aspirare ad un nuovo, realizzabile mondo privo di falsità, cattiveria e sporchi giochi e nel quale imperano onestà e verità, lo si trova nel brano Dovremmo imparare a vivere, una marcetta molto allegra che, con la maschera del divertissement, lancia invettive senza peli sulla lingua: "Raccomandato fottiti! / Ritorna a casa tua!!".
Nel disco sono presenti, poi, due brani dedicati con sincero affetto e gratitudine a due persone fondamentali nella vita di Zero: Angelina e Lu. Il primo è dedicato alla portinaia del palazzo in cui viveva da giovane, mentre il secondo all'amico Lucio Dalla. Angelina, brano pop rock, mette in luce l'importanza dei piccoli gesti, della semplicità e dell'umiltà: "Angelina il tuo saluto / più di una volta / mi salvò". Lu, brano con influenze jazz e blues, è una dedica allo scomparso Lucio Dalla: ciò che colpisce del brano è la confidenza, frutto di sincera amicizia, con cui Zero si rivolge all'amico: "Sotto tutto quel pelo / freddo non sentirai". Alla fine del brano si sentono i tipici "versi" di Dalla, che poi progressivamente sfumano, ad indicarne da un lato la dipartita e dall'altro la persistenza nella memoria di tutti. Il brano è stato cantato in anteprima il 4 marzo 2013 durante il concerto-evento in onore del cantautore bolognese.
In Una canzone da cantare avrai, con l'arma del pop-rock, Zero si rivolge ai propri fan - i Sorcini -, rassicurandoli e comunicandogli tutta la propria voglia di dare: "Per colorarti la vita / mi siedo e lavoro"; "Quando arrivo te ne accorgerai / Una canzone da cantare avrai: / l'avrai!". Non mancano i riferimenti alle difficoltà incontrate nel corso della propria carriera, all'ostilità dei maldicenti: tutti smentiti e messi a tacere con la gavetta e la dimostrazione di successo.
Il nostro mondo e Voglia d'amare sono due brani dedicati all'amore nella sua forma più tradizionale.
Un'apertura d'ali (di cui è stato realizzato anche un videoclip ambientato nel carcere femminile di Latina), scritta da (e dedicata a) Giancarlo Bigazzi, è suonata da una sezione d'archi e pochissimi altri strumenti: qui viene comunicata l'essenza più profonda dell'amore, eterno insieme di gioia e angoscia, di pensieri positivi e rovelli infiniti: "È un'apertura d'ali / quella felicità, / che fa sentire soli / per quando finirà".
In Oramai si parla della rassegnazione, del senso di fallimento e dei rimpianti che si percepiscono nell'uomo dopo la fine di un rapporto. È forse il brano più complesso e completo dell'intero album; a ben ascoltare, può rimandare alla ultra-romantica Magari, con una sorta di ribaltamento di ruoli.
La vita che mi aspetta, brano che non vede la penna di Zero (come Il nostro mondo e Un'apertura d'ali), è un momento di riflessione: un faccia a faccia con se stessi per organizzare e organizzarsi, all'insegna di una costruttiva malinconia, proiettata verso il superamento della difficoltà e la rigenerazione ottimistica: "La vita che mi aspetta / non mi fa paura".

## Tracce
Tutti i brani sono di Renato Zero/Danilo Madonia-Renato Zero, eccetto dove indicato
1. Chiedi di me – 4:12 (testo: Renato Zero, Vincenzo Incenzo – musica: Danilo Madonia, Renato Zero)
2. Una canzone da cantare avrai – 5:08
3. Il nostro mondo – 4:22 (Guido Morra, Maurizio Fabrizio)
4. Voglia d'amare – 4:11
5. Angelina – 4:06
6. Lu – 3:58
7. I '70 – 4:12
8. Un'apertura d'ali – 4:33 (Giancarlo Bigazzi)
9. La vacanza – 4:27
10. Oramai – 4:59
11. Tutto inizia sempre da un sì – 4:37
12. Vola alto – 4:14
13. Dovremmo imparare a vivere – 2:38
14. La vita che mi aspetta – 4:13 (Francesco Morettini, Luca Angelosanti)

Traccia bonus nell'edizione deluxe di iTunes
1. Chiedi di me (P. Galeazzi Remix) – 4:17 (testo: Renato Zero, Vincenzo Incenzo – musica: Renato Zero, Danilo Madonia)

## Formazione
- Renato Zero – voce
- Phil Palmer, Massimo Varini, Samuele Dessì – chitarra acustica ed elettrica
- Paolo Costa, Trevor Charles Horn,  Cesare Chiodo – basso
- Lele Melotti, Paolo Valli, Ash Soan – batteria
- Danilo Madonia – tastiera, cori, pianoforte, fisarmonica e programmazione
- Fabrizio Leo – chitarra elettrica
- Tommy Ruggero – percussioni
- Giorgio Secco – chitarra acustica
- Danilo Rea – pianoforte
- Simon Bloor – pianoforte e organo Hammond
- Julian Hinton – tastiera, pianoforte, programmazione e organo Hammond
- Elio Veniali – contrabbasso
- Giuseppe Francese – viola
- Everton Nelson, Anselmo Cerriana, Marco Ferrari – violino
- Giulio Glavina – violoncello
- Fabrizio Bosso – tromba
- Tom Sheret – sassofono soprano
- Paola Montanari, Antonio Mameli, Cesidio Iacobone, Paolo Foti, Francesco Giuliano Mazzini, Rinaldo Zuliani – cori

## Classifiche

### Classifiche settimanali
| Classifica (2013) | Posizione massima |
| ----------------- | ----------------- |
| Italia            | 1                 |

### Classifiche di fine anno
| Classifica (2013) | Posizione |
| ----------------- | --------- |
| Italia            | 11        |

## Amo - Capitolo II
Durante la promozione del disco, Renato ha annunciato che a distanza di poco meno di un anno sarebbe uscito il secondo album del progetto denominato appunto Amo e che si sarebbe concluso con un brano scritto e arrangiato dal compianto Armando Trovajoli (scomparso dieci giorni prima l'uscita di Amo - Capitolo I).
Il 9 settembre venne ufficializzato che Amo - Capitolo II sarebbe stato pubblicato il 29 ottobre, con etichetta Tattica e distribuito da Indipendente Mente. Il nuovo disco, inoltre, avrebbe contenuto 15 tracce e sarebbe stato anticipato dal singolo Nessuno tocchi l'amore, in rotazione radiofonica da fine settembre.